# DaMarcus Beasley
DaMarcus Lamont Beasley (Fort Wayne, 24 maggio 1982) è un imprenditore ed ex calciatore statunitense, di ruolo difensore, proprietario del Fort Wayne.

## Vita personale
Il fratello maggiore di Beasley, Jamar, ha giocato nella nazionale statunitense under-20 di calcio e in quella di calcio a 5. DaMarcus e Jamar si sono avvicinati al calcio fin da bambini grazie al padre. Da ragazzo, ha giocato anche a football americano e pallacanestro. Ha inoltre lanciato una collezione di gioielli in collaborazione con The Diamond Studio, una gioielleria scozzese. Il 1º febbraio 2010, l'auto di Beasley è stata incendiata davanti alla sua casa a Glasgow.
Il 28 ottobre 2020, il Fort Wayne FC ha annunciato l'ingresso di Beasley come co-proprietario del club. La squadra ha annunciato piani per promuoversi autonomamente dalla USL League Two alla USL League One a partire dalla stagione 2023.

## Carriera

### Club
Nato a Fort Wayne, Indiana, Beasley si unì all'IMG Academy, il programma di residenza della United States Soccer Federation a Bradenton, Florida. Prima di trasferirsi in Florida, Beasley ha giocato per due anni alla South Side High School. Beasley si è distinto nel 1999 al Campionato mondiale Under-17 in Nuova Zelanda, vincendo la Silver Ball come secondo miglior giocatore del torneo, dietro al compagno di squadra Landon Donovan.

### Chicago Fire
Esordisce fra i professionisti nella Major League Soccer con la maglia dei Chicago Fire, ma la svolta della sua carriera è datata 2004, quando è ingaggiato dalla squadra olandese del PSV. Con i bianco-rossi diventa, nel 2005, il primo calciatore statunitense a disputare una semifinale della UEFA Champions League.

### Manchester City
Nell'agosto 2006 è ceduto in prestito al Manchester City. Nel 2007, dopo un breve ritorno nei Paesi Bassi, viene comprato dagli scozzesi del Rangers.

### Rangers
A giugno si svincola dal Rangers e il 30 agosto 2010 firma un contratto con l'Hannover 96.

### Puebla
Il 22 giugno 2011, Beasley si unì alla squadra del Puebla nella Mexican Primera División. Beasley segnò il suo primo gol con il Puebla nella sua partita non ufficiale contro il Monterrey nella Copa Tijuana. Il 23 luglio, Beasley fece il suo debutto ufficiale con Los Camoteros in una vittoria per 1-0 contro l'Atlas nella partita d'apertura della stagione 2011 Apertura. Segnò il suo primo gol ufficiale per il Puebla il 21 agosto in una vittoria per 2-1 contro i Pumas UNAM.

### Houston Dynamo
Il 23 luglio 2014, Beasley si è unito al club della Major League Soccer Houston Dynamo come giocatore designato ( designated player). Ha fatto il suo debutto con Dynamo il 3 agosto 2014, partendo come terzino sinistro contro DC United in una vittoria per 1–0. Beasley ha subito un infortunio ai muscoli posteriori della coscia il 12 ottobre che ha chiuso la sua stagione 2014. È apparso in 10 partite per Dynamo nel suo primo anno con Houston.
Nel 2015, Beasley è stato selezionato per la sua quarta partita delle stelle della MLS ed è stato nominato difensore dell'anno della squadra Dynamo. Ha segnato il suo primo gol per Dynamo l'8 agosto 2015 in una vittoria per 2–1 contro i San Jose Earthquakes.
Il 2016 ha visto Beasley perdere oltre un mese a causa di un intervento al ginocchio. Dopo la stagione, Beasley ha rinnovato con il Dynamo, ma ha accettato una riduzione dello stipendio e non è più stato conteggiato come giocatore designato.

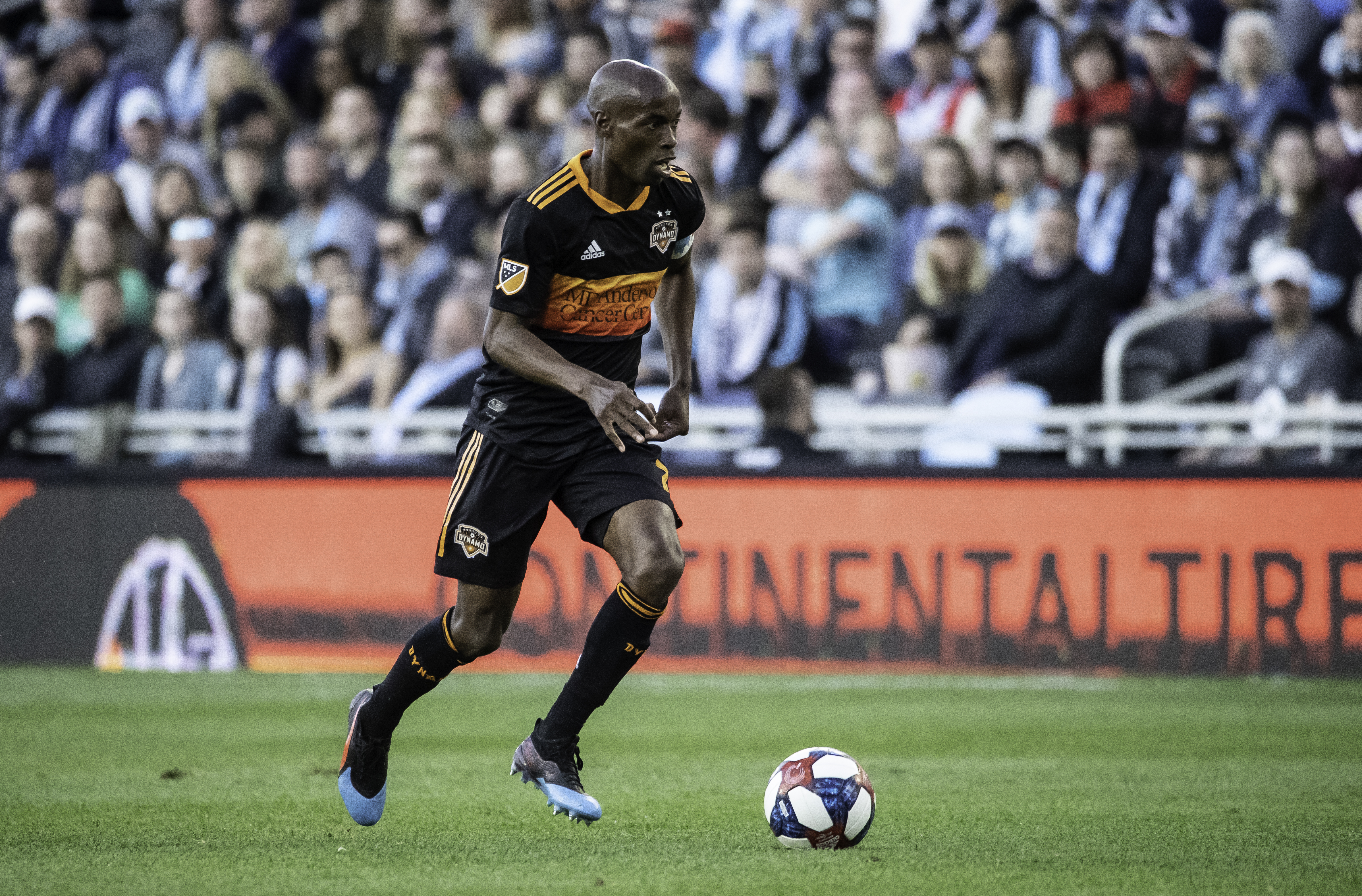
Beasley giocando per Houston nel 2019

Beasley non ha perso molto tempo a causa di infortuni nel 2017 e ha avuto una stagione forte, venendo nominato stella della MLS e contribuendo a guidare il Dynamo ai playoff della MLS per la prima volta in 3 stagioni. Ha ricevuto il Premio Fair Play Individuale della MLS, che viene assegnato al giocatore che commette meno falli e dimostra una buona sportività.
Nel 2018, Beasley e il Dynamo non sono riusciti a raggiungere i playoff, ma hanno vinto la US Open Cup, che li ha qualificati per la 2019 CONCACAF Champions League, la prima volta che il Dynamo si è qualificato per la competizione dal 2013. Il 30 dicembre 2018, Beasley ha firmato un nuovo contratto per tornare per la stagione 2019.

### Nazionale
Con la Nazionale ha raggiunto i quarti di finale al Mondiale 2002 e ha partecipato al Mondiale 2006, al Mondiale 2010 e a quello del 2014.

## Statistiche

### Presenze e reti nei club
Statistiche aggiornate al termine della carriera.
| Stagione              | Squadra               | Campionato            | Campionato | Campionato | Coppe nazionali | Coppe nazionali | Coppe nazionali | Coppe continentali | Coppe continentali | Coppe continentali | Altre coppe | Altre coppe | Altre coppe | Totale | Totale |
| Stagione              | Squadra               | Comp                  | Pres       | Reti       | Comp            | Pres            | Reti            | Comp               | Pres               | Reti               | Comp        | Pres        | Reti        | Pres   | Reti   |
| --------------------- | --------------------- | --------------------- | ---------- | ---------- | --------------- | --------------- | --------------- | ------------------ | ------------------ | ------------------ | ----------- | ----------- | ----------- | ------ | ------ |
| 2000                  | Chicago Fire          | MLS                   | 18+7       | 2+0        | USOC            | 1               | 0               | -                  | -                  | -                  |             | -           | -           | 26     | 2      |
| 2001                  | Chicago Fire          | MLS                   | 24+3       | 2+1        | USOC            | 0               | 0               | -                  | -                  | -                  | -           | -           | -           | 27     | 3      |
| 2002                  | Chicago Fire          | MLS                   | 19+3       | 3+0        | USOC            | 0               | 0               | -                  | -                  | -                  | -           | -           | -           | 22     | 3      |
| 2003                  | Chicago Fire          | MLS                   | 22+4       | 7+1        | USOC            | 1               | 0               | -                  | -                  | -                  | -           | -           | -           | 27     | 8      |
| 2004                  | Chicago Fire          | MLS                   | 15         | 0          | USOC            | 0               | 0               | -                  | -                  | -                  | -           | -           | -           | 15     | 0      |
| Totale Chicago Fire   | Totale Chicago Fire   | Totale Chicago Fire   | 98+17      | 14+2       |                 | 2               | 0               |                    | -                  | -                  |             | -           | -           | 117    | 16     |
| 2004-2005             | PSV                   | ED                    | 29         | 6          | CO              | 3               | 2               | UCL                | 12                 | 4                  | -           | -           | -           | 44     | 12     |
| 2005-2006             | PSV                   | ED                    | 27         | 4          | CO              | 4               | 0               | UCL                | 5                  | 0                  | -           | -           | -           | 36     | 4      |
| Totale PSV            | Totale PSV            | Totale PSV            | 56         | 10         |                 | 7               | 2               |                    | 17                 | 4                  |             | -           | -           | 80     | 16     |
| 2006-2007             | Manchester City       | PL                    | 18         | 3          | FACup+CdL       | 4+0             | 1+0             | -                  | -                  | -                  | -           | -           | -           | 22     | 4      |
| 2007-2008             | Rangers               | SPL                   | 11         | 2          | SC+SLC          | 1+0             | 1+0             | UCL+CU             | 8+0                | 2+0                | -           | -           | -           | 20     | 5      |
| 2008-2009             | Rangers               | SPL                   | 10         | 0          | SC+SLC          | 0+0             | 0+0             | -                  | -                  | -                  | -           | -           | -           | 10     | 0      |
| 2009-2010             | Rangers               | SPL                   | 9          | 2          | SC+SLC          | 2+1             | 0+0             | UCL                | 2                  | 0                  | -           | -           | -           | 14     | 2      |
| Totale Rangers        | Totale Rangers        | Totale Rangers        | 30         | 4          |                 | 3               | 1               |                    | 10                 | 2                  |             | -           | -           | 44     | 7      |
| 2010-2011             | Hannover              | BL                    | 4          | 0          | CG              | 0               | 0               | -                  | -                  | -                  | -           | -           | -           | 4      | 0      |
| 2011-2012             | Puebla                | PD                    | 33         | 7          | -               | -               | -               | -                  | -                  | -                  | -           | -           | -           | 33     | 7      |
| 2012-2013             | Puebla                | PD                    | 31         | 4          | CM              | 5               | 1               | -                  | -                  | -                  | -           | -           | -           | 36     | 5      |
| 2013-2014             | Puebla                | PD                    | 28         | 1          | CM              | 2               | 0               | -                  | -                  | -                  | -           | -           | -           | 30     | 1      |
| Totale Puebla         | Totale Puebla         | Totale Puebla         | 92         | 12         |                 | 7               | 1               |                    | -                  | -                  |             | -           | -           | 99     | 13     |
| 2014                  | Houston Dynamo        | MLS                   | 10         | 0          | USOC            | 0               | 0               | -                  | -                  | -                  |             | -           | -           | 10     | 0      |
| 2015                  | Houston Dynamo        | MLS                   | 28         | 1          | USOC            | 0               | 0               | -                  | -                  | -                  | -           | -           | -           | 28     | 1      |
| 2016                  | Houston Dynamo        | MLS                   | 24         | 1          | USOC            | 1               | 0               | -                  | -                  | -                  | -           | -           | -           | 25     | 1      |
| 2017                  | Houston Dynamo        | MLS                   | 24+4       | 0          | USOC            | 0               | 0               | -                  | -                  | -                  | -           | -           | -           | 28     | 0      |
| 2018                  | Houston Dynamo        | MLS                   | 26         | 1          | USOC            | 2               | 0               | -                  | -                  | -                  | -           | -           | -           | 28     | 1      |
| 2019                  | Houston Dynamo        | MLS                   | 12         | 0          | USOC            | 1               | 0               | CCL                | 4                  | 1                  | LC          | 1           | 1           | 18     | 2      |
| Totale Houston Dynamo | Totale Houston Dynamo | Totale Houston Dynamo | 124+4      | 3          |                 | 3               | 0               |                    | 4                  | 1                  |             | 1           | 1           | 137    | 5      |
| Totale carriera       | Totale carriera       | Totale carriera       | 443        | 48         |                 | 26              | 5               |                    | 31                 | 7                  |             | 1           | 1           | 503    | 61     |

### Cronologia presenze e reti in nazionale
| Cronologia completa delle presenze e delle reti in nazionale ― Stati Uniti | Cronologia completa delle presenze e delle reti in nazionale ― Stati Uniti | Cronologia completa delle presenze e delle reti in nazionale ― Stati Uniti | Cronologia completa delle presenze e delle reti in nazionale ― Stati Uniti | Cronologia completa delle presenze e delle reti in nazionale ― Stati Uniti | Cronologia completa delle presenze e delle reti in nazionale ― Stati Uniti | Cronologia completa delle presenze e delle reti in nazionale ― Stati Uniti | Cronologia completa delle presenze e delle reti in nazionale ― Stati Uniti |
| Data                                                                       | Città                                                                      | In casa                                                                    | Risultato                                                                  | Ospiti                                                                     | Competizione                                                               | Reti                                                                       | Note                                                                       |
| -------------------------------------------------------------------------- | -------------------------------------------------------------------------- | -------------------------------------------------------------------------- | -------------------------------------------------------------------------- | -------------------------------------------------------------------------- | -------------------------------------------------------------------------- | -------------------------------------------------------------------------- | -------------------------------------------------------------------------- |
| 27-1-2001                                                                  | Oakland                                                                    | Stati Uniti                                                                | 2 – 1                                                                      | Cina                                                                       | Amichevole                                                                 | -                                                                          |                                                                            |
| 3-2-2001                                                                   | Miami                                                                      | Stati Uniti                                                                | 0 – 1                                                                      | Colombia                                                                   | Amichevole                                                                 | -                                                                          | 72’                                                                        |
| 11-11-2001                                                                 | Port of Spain                                                              | Trinidad e Tobago                                                          | 0 – 0                                                                      | Stati Uniti                                                                | Qual. Mondiali 2002                                                        | -                                                                          | 46’                                                                        |
| 19-1-2002                                                                  | Pasadena                                                                   | Stati Uniti                                                                | 2 – 1                                                                      | Corea del Sud                                                              | Gold Cup 2002 - 1º turno                                                   | 1                                                                          | 79’                                                                        |
| 21-1-2002                                                                  | Pasadena                                                                   | Stati Uniti                                                                | 1 – 0                                                                      | Cuba                                                                       | Gold Cup 2002 - 1º turno                                                   | -                                                                          |                                                                            |
| 27-1-2002                                                                  | Pasadena                                                                   | Stati Uniti                                                                | 4 – 0                                                                      | El Salvador                                                                | Gold Cup 2002 - Quarti di finale                                           | -                                                                          | 46’                                                                        |
| 30-1-2002                                                                  | Pasadena                                                                   | Stati Uniti                                                                | 0 – 0 dts (4 – 2 dtr)                                                      | Canada                                                                     | Gold Cup 2002 - Semifinale                                                 | -                                                                          | 65’                                                                        |
| 2-3-2002                                                                   | Seattle                                                                    | Stati Uniti                                                                | 4 – 0                                                                      | Honduras                                                                   | Amichevole                                                                 | -                                                                          | 65’                                                                        |
| 3-4-2002                                                                   | Denver                                                                     | Stati Uniti                                                                | 1 – 0                                                                      | Messico                                                                    | Amichevole                                                                 | -                                                                          |                                                                            |
| 12-5-2002                                                                  | Washington                                                                 | Stati Uniti                                                                | 2 – 1                                                                      | Uruguay                                                                    | Amichevole                                                                 | 1                                                                          |                                                                            |
| 16-5-2002                                                                  | East Rutherford                                                            | Stati Uniti                                                                | 5 – 0                                                                      | Giamaica                                                                   | Amichevole                                                                 | 1                                                                          | 63’                                                                        |
| 19-5-2002                                                                  | Foxborough                                                                 | Stati Uniti                                                                | 0 – 2                                                                      | Paesi Bassi                                                                | Amichevole                                                                 | -                                                                          | 87’                                                                        |
| 5-6-2002                                                                   | Suwon                                                                      | Stati Uniti                                                                | 3 – 2                                                                      | Portogallo                                                                 | Mondiali 2002 - 1º turno                                                   | -                                                                          | 90+2’                                                                      |
| 10-6-2002                                                                  | Taegu                                                                      | Corea del Sud                                                              | 1 – 1                                                                      | Stati Uniti                                                                | Mondiali 2002 - 1º turno                                                   | -                                                                          | 75’                                                                        |
| 14-6-2002                                                                  | Daejeon                                                                    | Polonia                                                                    | 3 – 1                                                                      | Stati Uniti                                                                | Mondiali 2002 - 1º turno                                                   | -                                                                          | 36’                                                                        |
| 18-1-2003                                                                  | Fort Lauderdale                                                            | Stati Uniti                                                                | 4 – 0                                                                      | Canada                                                                     | Amichevole                                                                 | -                                                                          |                                                                            |
| 8-2-2003                                                                   | Miami                                                                      | Stati Uniti                                                                | 0 – 1                                                                      | Argentina                                                                  | Amichevole                                                                 | -                                                                          |                                                                            |
| 12-2-2003                                                                  | Kingston                                                                   | Giamaica                                                                   | 1 – 2                                                                      | Stati Uniti                                                                | Amichevole                                                                 | -                                                                          | 81’                                                                        |
| 29-3-2003                                                                  | Seattle                                                                    | Stati Uniti                                                                | 2 – 0                                                                      | Venezuela                                                                  | Amichevole                                                                 | -                                                                          |                                                                            |
| 8-5-2003                                                                   | Houston                                                                    | Stati Uniti                                                                | 0 – 0                                                                      | Messico                                                                    | Amichevole                                                                 | -                                                                          |                                                                            |
| 8-6-2003                                                                   | Richmond                                                                   | Stati Uniti                                                                | 2 – 1                                                                      | Nuova Zelanda                                                              | Amichevole                                                                 | -                                                                          | 88’                                                                        |
| 19-6-2003                                                                  | Saint-Étienne                                                              | Turchia                                                                    | 2 – 1                                                                      | Stati Uniti                                                                | Conf. Cup 2003 - 1º turno                                                  | 1                                                                          |                                                                            |
| 21-6-2003                                                                  | Lione                                                                      | Brasile                                                                    | 1 – 0                                                                      | Stati Uniti                                                                | Conf. Cup 2003 - 1º turno                                                  | -                                                                          |                                                                            |
| 23-6-2003                                                                  | Lione                                                                      | Stati Uniti                                                                | 0 – 0                                                                      | Camerun                                                                    | Conf. Cup 2003 - 1º turno                                                  | -                                                                          | 82’                                                                        |
| 6-7-2003                                                                   | Columbus                                                                   | Stati Uniti                                                                | 2 – 0                                                                      | Paraguay                                                                   | Amichevole                                                                 | -                                                                          |                                                                            |
| 23-7-2003                                                                  | Miami                                                                      | Brasile                                                                    | 2 – 1 dts                                                                  | Stati Uniti                                                                | Gold Cup 2003 - Semifinale                                                 | -                                                                          | 83’                                                                        |
| 26-7-2003                                                                  | Miami                                                                      | Stati Uniti                                                                | 3 – 2                                                                      | Costa Rica                                                                 | Gold Cup 2003 - Finale 3º posto                                            | -                                                                          | 78’                                                                        |
| 18-1-2004                                                                  | Carson City                                                                | Stati Uniti                                                                | 1 – 1                                                                      | Danimarca                                                                  | Amichevole                                                                 | -                                                                          |                                                                            |
| 18-2-2004                                                                  | Amsterdam                                                                  | Paesi Bassi                                                                | 1 – 0                                                                      | Stati Uniti                                                                | Amichevole                                                                 | -                                                                          |                                                                            |
| 13-3-2004                                                                  | Miami                                                                      | Stati Uniti                                                                | 1 – 1                                                                      | Haiti                                                                      | Amichevole                                                                 | -                                                                          |                                                                            |
| 31-3-2004                                                                  | Płock                                                                      | Polonia                                                                    | 0 – 1                                                                      | Stati Uniti                                                                | Amichevole                                                                 | 1                                                                          |                                                                            |
| 28-4-2004                                                                  | Dallas                                                                     | Stati Uniti                                                                | 1 – 0                                                                      | Messico                                                                    | Amichevole                                                                 | -                                                                          |                                                                            |
| 2-6-2004                                                                   | San Francisco                                                              | Stati Uniti                                                                | 4 – 0                                                                      | Honduras                                                                   | Amichevole                                                                 | -                                                                          | 46’                                                                        |
| 13-6-2004                                                                  | Columbus                                                                   | Stati Uniti                                                                | 3 – 0                                                                      | Grenada                                                                    | Qual. Mondiali 2006                                                        | 2                                                                          |                                                                            |
| 20-6-2004                                                                  | Saint George's                                                             | Grenada                                                                    | 2 – 3                                                                      | Stati Uniti                                                                | Qual. Mondiali 2006                                                        | 1                                                                          |                                                                            |
| 11-7-2004                                                                  | Chicago                                                                    | Stati Uniti                                                                | 1 – 1                                                                      | Polonia                                                                    | Amichevole                                                                 | -                                                                          |                                                                            |
| 18-8-2004                                                                  | Kingston                                                                   | Giamaica                                                                   | 1 – 1                                                                      | Stati Uniti                                                                | Qual. Mondiali 2006                                                        | -                                                                          |                                                                            |
| 4-9-2004                                                                   | Foxborough                                                                 | Stati Uniti                                                                | 2 – 0                                                                      | El Salvador                                                                | Qual. Mondiali 2006                                                        | -                                                                          |                                                                            |
| 8-9-2004                                                                   | Panama                                                                     | Panama                                                                     | 1 – 1                                                                      | Stati Uniti                                                                | Qual. Mondiali 2006                                                        | -                                                                          |                                                                            |
| 9-10-2004                                                                  | San Salvador                                                               | El Salvador                                                                | 0 – 2                                                                      | Stati Uniti                                                                | Qual. Mondiali 2006                                                        | -                                                                          |                                                                            |
| 13-10-2004                                                                 | Washington                                                                 | Stati Uniti                                                                | 6 – 0                                                                      | Panama                                                                     | Qual. Mondiali 2006                                                        | -                                                                          | Ammonizione                                                                |
| 9-2-2005                                                                   | Port of Spain                                                              | Trinidad e Tobago                                                          | 1 – 2                                                                      | Stati Uniti                                                                | Qual. Mondiali 2006                                                        | -                                                                          |                                                                            |
| 27-3-2005                                                                  | Città del Messico                                                          | Messico                                                                    | 2 – 1                                                                      | Stati Uniti                                                                | Qual. Mondiali 2006                                                        | -                                                                          | 36’                                                                        |
| 4-6-2005                                                                   | Salt Lake City                                                             | Stati Uniti                                                                | 3 – 0                                                                      | Costa Rica                                                                 | Qual. Mondiali 2006                                                        | -                                                                          | 86’                                                                        |
| 8-6-2005                                                                   | Panama                                                                     | Panama                                                                     | 0 – 3                                                                      | Stati Uniti                                                                | Qual. Mondiali 2006                                                        | -                                                                          | 63’                                                                        |
| 7-7-2005                                                                   | Seattle                                                                    | Stati Uniti                                                                | 4 – 1                                                                      | Cuba                                                                       | Gold Cup 2005 - 1º turno                                                   | 1                                                                          | 89’                                                                        |
| 9-7-2005                                                                   | Seattle                                                                    | Stati Uniti                                                                | 2 – 0                                                                      | Canada                                                                     | Gold Cup 2005 - 1º turno                                                   | -                                                                          | 63’                                                                        |
| 12-7-2005                                                                  | Foxborough                                                                 | Costa Rica                                                                 | 0 – 0                                                                      | Stati Uniti                                                                | Gold Cup 2005 - 1º turno                                                   | -                                                                          |                                                                            |
| 16-7-2005                                                                  | Foxborough                                                                 | Stati Uniti                                                                | 3 – 1                                                                      | Giamaica                                                                   | Gold Cup 2005 - Quarti di finale                                           | 2                                                                          |                                                                            |
| 21-7-2005                                                                  | East Rutherford                                                            | Honduras                                                                   | 1 – 2                                                                      | Stati Uniti                                                                | Gold Cup 2005 - Semifinale                                                 | -                                                                          |                                                                            |
| 24-7-2005                                                                  | East Rutherford                                                            | Stati Uniti                                                                | 0 – 0 dts (3 – 1 dtr)                                                      | Panama                                                                     | Gold Cup 2005 - Finale                                                     | -                                                                          |                                                                            |
| 3-9-2005                                                                   | Columbus                                                                   | Stati Uniti                                                                | 2 – 0                                                                      | Messico                                                                    | Qual. Mondiali 2006                                                        | 1                                                                          |                                                                            |
| 8-10-2005                                                                  | San Juan de Tibás                                                          | Costa Rica                                                                 | 3 – 0                                                                      | Stati Uniti                                                                | Qual. Mondiali 2006                                                        | -                                                                          |                                                                            |
| 12-11-2005                                                                 | Glasgow                                                                    | Scozia                                                                     | 1 – 1                                                                      | Stati Uniti                                                                | Amichevole                                                                 | -                                                                          | 77’                                                                        |
| 1-3-2006                                                                   | Kaiserslautern                                                             | Stati Uniti                                                                | 1 – 0                                                                      | Polonia                                                                    | Amichevole                                                                 | -                                                                          | 71’                                                                        |
| 23-5-2006                                                                  | Nashville                                                                  | Stati Uniti                                                                | 0 – 1                                                                      | Marocco                                                                    | Amichevole                                                                 | -                                                                          |                                                                            |
| 26-5-2006                                                                  | Cleveland                                                                  | Stati Uniti                                                                | 2 – 0                                                                      | Venezuela                                                                  | Amichevole                                                                 | -                                                                          | 65’ 80’                                                                    |
| 28-5-2006                                                                  | Atlanta                                                                    | Stati Uniti                                                                | 1 – 0                                                                      | Lettonia                                                                   | Amichevole                                                                 | -                                                                          |                                                                            |
| 12-6-2006                                                                  | Gelsenkirchen                                                              | Cecoslovacchia                                                             | 3 – 0                                                                      | Stati Uniti                                                                | Mondiali 2006 - 1º turno                                                   | -                                                                          |                                                                            |
| 17-6-2006                                                                  | Kaiserslautern                                                             | Italia                                                                     | 1 – 1                                                                      | Stati Uniti                                                                | Mondiali 2006 - 1º turno                                                   | -                                                                          | 62’                                                                        |
| 22-6-2006                                                                  | Norimberga                                                                 | Ghana                                                                      | 2 – 1                                                                      | Stati Uniti                                                                | Mondiali 2006 - 1º turno                                                   | -                                                                          |                                                                            |
| 25-3-2007                                                                  | Tampa                                                                      | Stati Uniti                                                                | 3 – 1                                                                      | Ecuador                                                                    | Amichevole                                                                 | -                                                                          | 83’                                                                        |
| 2-6-2007                                                                   | San Jose                                                                   | Stati Uniti                                                                | 4 – 1                                                                      | Cina                                                                       | Amichevole                                                                 | 1                                                                          | 80’                                                                        |
| 7-6-2007                                                                   | Carson                                                                     | Stati Uniti                                                                | 1 – 0                                                                      | Guatemala                                                                  | Gold Cup 2007 - 1º turno                                                   | -                                                                          |                                                                            |
| 12-6-2007                                                                  | Foxborough                                                                 | Stati Uniti                                                                | 4 – 0                                                                      | El Salvador                                                                | Gold Cup 2007 - 1º turno                                                   | 2                                                                          |                                                                            |
| 16-6-2007                                                                  | Foxborough                                                                 | Panama                                                                     | 1 – 2                                                                      | Stati Uniti                                                                | Gold Cup 2007 - Quarti di finale                                           | -                                                                          | 87’                                                                        |
| 21-6-2007                                                                  | Chicago                                                                    | Stati Uniti                                                                | 2 – 1                                                                      | Canada                                                                     | Gold Cup 2007 - Semifinale                                                 | -                                                                          |                                                                            |
| 24-6-2007                                                                  | Chicago                                                                    | Stati Uniti                                                                | 2 – 1                                                                      | Messico                                                                    | Gold Cup 2007 - Finale                                                     | -                                                                          | 85’                                                                        |
| 22-8-2007                                                                  | Göteborg                                                                   | Svezia                                                                     | 1 – 0                                                                      | Stati Uniti                                                                | Amichevole                                                                 | -                                                                          | 76’                                                                        |
| 9-9-2007                                                                   | Chicago                                                                    | Stati Uniti                                                                | 2 – 4                                                                      | Brasile                                                                    | Amichevole                                                                 | -                                                                          |                                                                            |
| 17-10-2007                                                                 | Basilea                                                                    | Svizzera                                                                   | 0 – 1                                                                      | Stati Uniti                                                                | Amichevole                                                                 | -                                                                          | 31’                                                                        |
| 17-11-2007                                                                 | Johannesburg                                                               | Sudafrica                                                                  | 0 – 1                                                                      | Stati Uniti                                                                | Amichevole                                                                 | -                                                                          |                                                                            |
| 28-5-2008                                                                  | Londra                                                                     | Inghilterra                                                                | 2 – 0                                                                      | Stati Uniti                                                                | Amichevole                                                                 | -                                                                          | 68’                                                                        |
| 4-6-2008                                                                   | Santander                                                                  | Spagna                                                                     | 1 – 0                                                                      | Stati Uniti                                                                | Amichevole                                                                 | -                                                                          | 46’                                                                        |
| 7-6-2008                                                                   | East Rutherford                                                            | Stati Uniti                                                                | 0 – 0                                                                      | Argentina                                                                  | Amichevole                                                                 | -                                                                          | 90+1’                                                                      |
| 14-6-2008                                                                  | Carson City                                                                | Stati Uniti                                                                | 8 – 0                                                                      | Barbados                                                                   | Qual. Mondiali 2010                                                        | -                                                                          |                                                                            |
| 22-6-2008                                                                  | Bridgetown                                                                 | Barbados                                                                   | 0 – 1                                                                      | Stati Uniti                                                                | Qual. Mondiali 2010                                                        | -                                                                          | 78’                                                                        |
| 20-8-2008                                                                  | Città del Guatemala                                                        | Guatemala                                                                  | 0 – 1                                                                      | Stati Uniti                                                                | Qual. Mondiali 2010                                                        | -                                                                          | 66’                                                                        |
| 6-9-2008                                                                   | L'Avana                                                                    | Cuba                                                                       | 0 – 1                                                                      | Stati Uniti                                                                | Qual. Mondiali 2010                                                        | -                                                                          |                                                                            |
| 10-9-2008                                                                  | Bridgeview                                                                 | Stati Uniti                                                                | 3 – 0                                                                      | Trinidad e Tobago                                                          | Qual. Mondiali 2010                                                        | -                                                                          |                                                                            |
| 11-10-2008                                                                 | Washington                                                                 | Stati Uniti                                                                | 6 – 1                                                                      | Cuba                                                                       | Qual. Mondiali 2010                                                        | 2                                                                          |                                                                            |
| 15-10-2008                                                                 | Port of Spain                                                              | Trinidad e Tobago                                                          | 2 – 1                                                                      | Stati Uniti                                                                | Qual. Mondiali 2010                                                        | -                                                                          |                                                                            |
| 11-2-2009                                                                  | Columbus                                                                   | Stati Uniti                                                                | 2 – 0                                                                      | Messico                                                                    | Qual. Mondiali 2010                                                        | -                                                                          |                                                                            |
| 28-3-2009                                                                  | San Salvador                                                               | El Salvador                                                                | 2 – 2                                                                      | Stati Uniti                                                                | Qual. Mondiali 2010                                                        | -                                                                          |                                                                            |
| 1-4-2009                                                                   | Nashville                                                                  | Stati Uniti                                                                | 3 – 0                                                                      | Trinidad e Tobago                                                          | Qual. Mondiali 2010                                                        | -                                                                          |                                                                            |
| 3-6-2009                                                                   | San José                                                                   | Costa Rica                                                                 | 3 – 1                                                                      | Stati Uniti                                                                | Qual. Mondiali 2010                                                        | -                                                                          |                                                                            |
| 6-6-2009                                                                   | Chicago                                                                    | Stati Uniti                                                                | 2 – 1                                                                      | Honduras                                                                   | Qual. Mondiali 2010                                                        | -                                                                          | 74’                                                                        |
| 15-6-2009                                                                  | Pretoria                                                                   | Italia                                                                     | 3 – 1                                                                      | Stati Uniti                                                                | Conf. Cup 2009 - 1º turno                                                  | -                                                                          | 73’                                                                        |
| 18-6-2009                                                                  | Pretoria                                                                   | Brasile                                                                    | 3 – 0                                                                      | Stati Uniti                                                                | Conf. Cup 2009 - 1º turno                                                  | -                                                                          | 46’                                                                        |
| 3-3-2010                                                                   | Amsterdam                                                                  | Paesi Bassi                                                                | 2 – 1                                                                      | Stati Uniti                                                                | Amichevole                                                                 | -                                                                          | 34’                                                                        |
| 29-5-2010                                                                  | East Hartford                                                              | Stati Uniti                                                                | 2 – 4                                                                      | Rep. Ceca                                                                  | Amichevole                                                                 | -                                                                          | 46’                                                                        |
| 5-6-2010                                                                   | Johannesburg                                                               | Stati Uniti                                                                | 3 – 1                                                                      | Australia                                                                  | Amichevole                                                                 | -                                                                          | 79’                                                                        |
| 23-6-2010                                                                  | Pretoria                                                                   | Stati Uniti                                                                | 1 – 0                                                                      | Algeria                                                                    | Mondiali 2010 - 1º turno                                                   | -                                                                          | 80’ 90’                                                                    |
| 8-10-2011                                                                  | Miami Gardens                                                              | Stati Uniti                                                                | 1 – 0                                                                      | Honduras                                                                   | Amichevole                                                                 | -                                                                          | 65’                                                                        |
| 11-10-2011                                                                 | Harrison                                                                   | Stati Uniti                                                                | 0 – 1                                                                      | Ecuador                                                                    | Amichevole                                                                 | -                                                                          | 46’                                                                        |
| 11-11-2011                                                                 | Montpellier                                                                | Francia                                                                    | 1 – 0                                                                      | Stati Uniti                                                                | Amichevole                                                                 | -                                                                          | 71’                                                                        |
| 15-8-2012                                                                  | Monterrey                                                                  | Messico                                                                    | 0 – 1                                                                      | Stati Uniti                                                                | Amichevole                                                                 | -                                                                          | 46’                                                                        |
| 22-3-2013                                                                  | Commerce City                                                              | Stati Uniti                                                                | 1 – 0                                                                      | Costa Rica                                                                 | Qual. Mondiali 2014                                                        | -                                                                          |                                                                            |
| 26-3-2013                                                                  | Città del Messico                                                          | Messico                                                                    | 0 – 0                                                                      | Stati Uniti                                                                | Qual. Mondiali 2014                                                        | -                                                                          | 8’                                                                         |
| 29-5-2013                                                                  | Cleveland                                                                  | Stati Uniti                                                                | 2 – 4                                                                      | Belgio                                                                     | Amichevole                                                                 | -                                                                          | [ 23 ]                                                                     |
| 2-6-2013                                                                   | Washington                                                                 | Stati Uniti                                                                | 4 – 3                                                                      | Germania                                                                   | Amichevole                                                                 | -                                                                          | 56’                                                                        |
| 7-6-2013                                                                   | Kingston                                                                   | Giamaica                                                                   | 1 – 2                                                                      | Stati Uniti                                                                | Qual. Mondiali 2014                                                        | -                                                                          |                                                                            |
| 11-6-2013                                                                  | Seattle                                                                    | Stati Uniti                                                                | 2 – 0                                                                      | Panama                                                                     | Qual. Mondiali 2014                                                        | -                                                                          | 90+2’                                                                      |
| 5-7-2013                                                                   | San Diego                                                                  | Stati Uniti                                                                | 6 – 0                                                                      | Guatemala                                                                  | Amichevole                                                                 | -                                                                          |                                                                            |
| 9-7-2013                                                                   | Portland                                                                   | Stati Uniti                                                                | 6 – 1                                                                      | Belize                                                                     | Gold Cup 2013 - 1º turno                                                   | -                                                                          |                                                                            |
| 16-7-2013                                                                  | East Rutherford                                                            | Stati Uniti                                                                | 1 – 0                                                                      | Costa Rica                                                                 | Gold Cup 2013 - 1º turno                                                   | -                                                                          |                                                                            |
| 21-7-2013                                                                  | Baltimora                                                                  | Stati Uniti                                                                | 5 – 1                                                                      | El Salvador                                                                | Gold Cup 2013 - Quarti di finale                                           | -                                                                          |                                                                            |
| 24-7-2013                                                                  | Salt Lake City                                                             | Stati Uniti                                                                | 3 – 1                                                                      | Honduras                                                                   | Gold Cup 2013 - Semifinale                                                 | -                                                                          |                                                                            |
| 28-7-2013                                                                  | Chicago                                                                    | Stati Uniti                                                                | 1 – 0                                                                      | Panama                                                                     | Gold Cup 2013 - Finale                                                     | -                                                                          |                                                                            |
| 6-9-2013                                                                   | San José                                                                   | Costa Rica                                                                 | 3 – 1                                                                      | Stati Uniti                                                                | Qual. Mondiali 2014                                                        | -                                                                          |                                                                            |
| 10-9-2013                                                                  | Columbus                                                                   | Stati Uniti                                                                | 2 – 0                                                                      | Messico                                                                    | Qual. Mondiali 2014                                                        | -                                                                          |                                                                            |
| 11-10-2013                                                                 | Kansas City                                                                | Stati Uniti                                                                | 2 – 0                                                                      | Giamaica                                                                   | Qual. Mondiali 2014                                                        | -                                                                          | 66’                                                                        |
| 15-11-2013                                                                 | Glasgow                                                                    | Scozia                                                                     | 0 – 0                                                                      | Stati Uniti                                                                | Amichevole                                                                 | -                                                                          |                                                                            |
| 19-11-2013                                                                 | Vienna                                                                     | Austria                                                                    | 1 – 0                                                                      | Stati Uniti                                                                | Amichevole                                                                 | -                                                                          | 90’                                                                        |
| 27-5-2014                                                                  | San Francisco                                                              | Stati Uniti                                                                | 2 – 0                                                                      | Azerbaigian                                                                | Amichevole                                                                 | -                                                                          | 46’                                                                        |
| 7-6-2014                                                                   | Jacksonville                                                               | Stati Uniti                                                                | 2 – 1                                                                      | Nigeria                                                                    | Amichevole                                                                 | -                                                                          | 75’                                                                        |
| 16-6-2014                                                                  | Natal                                                                      | Ghana                                                                      | 1 – 2                                                                      | Stati Uniti                                                                | Mondiali 2014 - 1º turno                                                   | -                                                                          |                                                                            |
| 22-6-2014                                                                  | Manaus                                                                     | Stati Uniti                                                                | 2 – 2                                                                      | Portogallo                                                                 | Mondiali 2014 - 1º turno                                                   | -                                                                          |                                                                            |
| 26-6-2014                                                                  | Recife                                                                     | Stati Uniti                                                                | 0 – 1                                                                      | Germania                                                                   | Mondiali 2014 - 1º turno                                                   | -                                                                          |                                                                            |
| 1-7-2014                                                                   | Salvador                                                                   | Belgio                                                                     | 2 – 1 dts                                                                  | Stati Uniti                                                                | Mondiali 2014 - Ottavi di finale                                           | -                                                                          |                                                                            |
| 14-11-2014                                                                 | Londra                                                                     | Colombia                                                                   | 2 – 1                                                                      | Stati Uniti                                                                | Amichevole                                                                 | -                                                                          | 70’                                                                        |
| 25-7-2015                                                                  | Filadelfia                                                                 | Stati Uniti                                                                | 1 – 1 dts (2 – 3 dtr)                                                      | Panama                                                                     | Gold Cup 2015 - Finale 3º posto                                            | -                                                                          | 90’                                                                        |
| 10-10-2015                                                                 | Pasadena                                                                   | Stati Uniti                                                                | 2 – 3 dts                                                                  | Messico                                                                    | QConf.Cup 2017                                                             | -                                                                          |                                                                            |
| 3-2-2017                                                                   | Chattanooga                                                                | Stati Uniti                                                                | 1 – 0                                                                      | Giamaica                                                                   | Amichevole                                                                 | -                                                                          | 86’                                                                        |
| 11-6-2017                                                                  | Città del Messico                                                          | Messico                                                                    | 1 – 1                                                                      | Stati Uniti                                                                | Qual. Mondiali 2018                                                        | -                                                                          |                                                                            |
| 5-9-2017                                                                   | San Pedro Sula                                                             | Honduras                                                                   | 1 – 1                                                                      | Stati Uniti                                                                | Qual. Mondiali 2018                                                        | -                                                                          | 36’ 62’                                                                    |
| Totale                                                                     |                                                                            | Presenze (7º posto)                                                        | 126                                                                        |                                                                            | Reti (9º posto)                                                            | 17                                                                         |                                                                            |

## Palmarès

### Club
- U.S. Open Cup: 3

Chicago Fire: 2000, 2003
Houston Dynamo: 2018
- Campionato olandese: 2

PSV Eindhoven: 2004-2005, 2005-2006
- Coppa dei Paesi Bassi: 1

PSV Eindhoven: 2004-2005
- Coppa di Scozia: 1

Rangers: 2007-2008
- Coppa di Lega scozzese: 2

Rangers: 2007-2008, 2009-2010
- Campionato scozzese: 2

Rangers: 2008-2009, 2009-2010

### Nazionale
- Gold Cup: 4

2002, 2005, 2007, 2013

### Individuale
- U.S. Soccer Athlete of the Year: 1

Miglior giovane: 2001